# Арсе, Хосе Антонио
Хосе Антонио Арсе-и-Арсе (исп. José Antonio Arze y Arze; 13 января 1904, Кочабамба, Боливия — 23 августа 1955, там же) — боливийский политик, писатель

 и социолог. Основатель и лидер Партии революционных левых, один из предводителей движения за продвижение университетской автономии. Считался одним из первых популяризаторов и теоретиков марксизма в Боливии. Дважды был кандидатом в президенты Боливии: на выборах 1940 года и 1951 года.

## Биография

### Образование, работа и студенческое движение
Увлёкся социалистическими идеями ещё в юношестве, когда писал антикапиталистические и интернационалистические статьи для журнала анархиста Сесарео Каприлеса «Arte y Trabajo». В 1921 году, в 17-летнем возрасте, создал Вечерний рабочий университет в Кочабамбе и собственный литературный журнал «El Paladín». В 1922 году Арсе поступил изучать право и политические науки в Университет Сан-Симона, получив там диплом юриста в 1926 году. В 29 лет он стал профессором социологии в Университете Ла-Паса; к тому моменту он был одним из самых известных молодых левых интеллектуалов страны и популяризаторов здесь марксизма.
В 1927 году президент Эрнандо Силес назначил Арсе, бывшего на тот момент авторитетным среди студенчества адвокатом и директором университетской библиотеки в Кочабамбе, членом комиссии по университетской реформе. В августе 1928 года на Первом конгрессе (Национальном съезде) боливийских студентов, созванном Арсе совместно со своим двоюродным братом Рикардо Анайя Арсе, была создана Университетская федерация Боливии, которую он возглавил. Это студенческое движение было связано с борьбой за университетскую реформу в Латинской Америке, начатую в 1918 году в Аргентине. Однако его программа и декларация принципов, составленные Арсе и Анайя, шли куда дальше, пытаясь анализировать боливийскую действительность с марксистских позиций и выдвигая общие требования, включая национализацию шахт и нефти, предоставление земель коренным народам и регулирование трудовых отношений.

### Попытки создания коммунистических групп
С конца 1920-х Арсе, Анайя и их товарищи по студенческому движению, включая Хосе Агирре Гайнсборга, вели работу над созданием Коммунистической партии Боливии, сблизившись в итоге с синдикалистами из профсоюзов (недавно созданная Конфедерация труда Боливии объявила о присоединении к Профинтерну) наподобие адвоката Карлоса Мендосы Мамани и типографского рабочего Вальдо Альвареса. Итогом стало создание по инициативе Хосе Антонио Арсе в конце 1931 года «коммунистической ассоциации» КРОП (Confederación de la Repúblicas, что означало «Тихоокеанскую конфедерацию рабочих республик» — Боливии, Чили и Перу), поддержанное видными боливийскими прокоммунистическими интеллектуалами Хосе Куадросом Кирогой, Моисесом Альваресом, Фелипе Сааведрой, Вальтером Геварой Арсе (генеральным секретарём КРОП избрали Вальдо Альвареса). При этом программные установки КРОП включали многие экстравагантные пункты вроде воинствующего атеизма, неомальтузианства и евгеники.
Однако под давлением Южноамериканского бюро Коминтерна группу вскоре посредством «Акта основания Временного ЦК Компартии Боливии (секции Коминтерна)» объединили с другой, сформированной Коммунистической партией Перу, а в 1932 году вывели из неё «кропистов», объявленных затем не только «боливийскими апристами» и «национал-коммунистами», но и «социал-фашистами» и «контрреволюционерами». Официальное течение считало их угрозой, равной усиливающемуся боливийскому троцкизму, представленному, в частности, Агирре Гайнсборгом и Тристаном Марофом. Несмотря на рьяно просоветскую и сталинистскую ориентацию Арсе, его попытки добиться понимания и признания Коминтерна успеха не возымели.
Во время войны Чако он придерживался радикально антивоенной позиции и укрылся с началом конфликта в Перу, передав через местных коммунистов в Москву план «Трифедерального бюро партий Чили, Перу и Боливии». После войны, с установлением в Боливии режима так называемого «социалистического милитаризма» Давида Торо в 1936 году, министром труда был назначен Вальдо Альварес, который пригласил своего соратника Х. А. Арсе на пост юридического советника министерства (там тот выступил инициатором создания Постоянных национальных ассамблей профсоюзных организаций — АНПОС). Однако деятельность в министерстве марксистов Хосе Антонио Арсе и Агирре Гайнсборга, равно как и критическая позиция тех по отношению к режиму в целом, вызвала недовольство в консервативных военных и националистических кругах: в считанные месяцы эти «сторонники международного коммунизма» были объявлены вне закона и депортированы из страны.

### Во главе собственной партии
Став изгнанником в Чили, Арсе, контактировавший с чилийскими коммунистами наподобие Володи Тейтельбойма и ссылаясь на опыт «народных фронтов», смог организовать в апреле 1939 года коалицию единства боливийских левых течений на основе широкой, но марксистской платформы, под названием «Левый фронт» (Фронт боливийской левой), который повёл борьбу за гегемонию в Конфедерация профсоюзов трудящихся Боливии с Тристаном Марофом и его сторонниками.
Вернувшись на родину, он с Рикардо Анайя и другими старыми товарищами из числа боливийской интеллигенции почти сразу же провёл в Оруро, несмотря на объявленное осадное положение, массовый Съезд левых сил, учредивший 26 июля 1940 года Партию революционных левых (Левую революционную партию, ПИР), которую возглавил Арсе. В ответ власти арестовали его и ещё 32 делегатов и выслали в Чако, однако под давлением профсоюзов и общественности Арсе был освобождён. На состоявшихся в том же году президентских выборах Хосе Антонио Арсе в возрасте 36 лет стал кандидатом в президенты Боливии от Левого фронта. Хотя он проиграл консервативному кандидату Энрике Пеньяранде, но полученные им около 15 % голосов и второе место выявили всё более заметное недовольство разных слоёв общества властью традиционных элит.
Также в 1940 году Арсе создал Институт боливийской социологии, который стал издавать первый научный социологический журнал в Боливии, в первом номере которого была размещена его статья, полемизировавшая с левыми индеанистами, идеализировавшими прошлое коренных народов и индейскую общину как предпосылку коммунистических преобразований — автор же считал, что Боливия должна пройти цикл капиталистического развития подобно западным странам, прежде чем появятся предпосылки для социалистических трансформаций. Плодовитый автор, Арсе, в частности, планировал написать «футурологическую повесть» о коммунистической утопии IV тысячелетия («Панландии»).
В 1941 году Арсе отбыл в США читать лекции и провёл там два года. После возвращения активно вернулся в политическую жизнь, но в 1944 году — во время правления профашистского президента Гуальберто Вильярроэля Лопеса — на Хосе Антонио Арсе было совершено покушение. В него дважды выстрелили со спины, ранив в шею и легкое. Хотя он пережил нападение и прожил ещё 11 лет, но оно подкосило его здоровье и стало причиной ранней смерти.
Пик политической карьеры Арсе пришёлся на вторую половину 1940-х, когда он был депутатом, а партия вошла в правительство. Но уже на выборах 1951 года, когда он снова был кандидатом в президенты от ПИР, он получил наименьшее количество голосов (менее 5 %), а коалиция с правыми олигархическими силами к тому моменту уже дискредитировала его партию.

### Посмертные сборники
- Sociología Marxista (1963)
- Bosquejo sociodialéctico de la historia de Bolivia (1978)
- Polémica sobre marxismo y otros ensayos afines (1980)
- Escritos literarios (1981)
- La autonomía universitaria (1989)